# Моска, Джованни
Джованни Моска (итал. Giovanni Mosca; 14 июля 1908, Рим — 26 октября 1983, Милан) — итальянский журналист, юморист, художник, прозаик, драматург, переводчик, театральный критик и кинокритик. Также известен как просто Моска (итальянское слово Mosca имеет два равноценных перевода: Mosca — «Москва» и mosca — «муха», «мошка»).

## Биография
Родился в Риме, отец — Бенедетто Моска, государственный служащий; мать, Норма Уголини, умерла во время родов.
Окончив магистратуру, Джованни начал свою карьеру учителя в «начальной школе Данте Алигьери» в родном Риме. В это время он познакомился и женился на своей коллеге Терезе Караччоло (1909—2000); у них четверо сыновей: Бенедетто (директор нескольких газет: «Novella 2000», «Amica» и «Annabella»), Антонелло (дизайнер), Маурицио (репортёр и спортивный комментатор) и Паоло (певец, журналист и писатель)
Вскоре он посвятил себя журналистике и сатирической иллюстрации, после сотрудничества с несколькими изданиями, включая «Marc’Aurelio»; он был одним из первых авторов или основателей самых известных сатирических периодических изданий в Италии на рубеже Второй мировой войны. В 1936 он отказался от преподавания, так как, вместе с Джованнино Гуарески и Витторио Метцем, был призван в Милан Чезаре Дзаваттини (от имени издателя Rizzoli) и дал жизнь еженедельнику «Bertoldo», в котором был директором в течение семи лет. В 1939 он описал свой опыт преподавания в книге «Воспоминания о школе».
В 1943 году Моска был заключён в тюрьму Новары, а его семья переехала в гостевой дом на вилле в Палланцено, на озере Маджоре, где родился его последний сын Паоло. Джованни Моска должен был быть отправлен в концлагерь в Германии, но глава девятнадцатого Легиона Новары капитан Ветторини стёр его имя из списка осуждённых на депортацию.
Выйдя из тюрьмы и воссоединившись с семьёй, в 1944 он проиллюстрировал для Риццоли «Приключения Пиноккио» Карло Коллоди. В 1945 вместе с Гуарески он основал знаменитый юмористический еженедельник «Candido», соредактором которого был вместе с самим Гуарески; в октябре 1950 он был уволен издателем Angelo Rizzoli, который хотел чтобы еженедельником руководил только Гуарески.
В эти годы Моска перевёл и проиллюстрировал произведения некоторых латинских авторов: Горация и Лукиана.
Он также написал несколько пьес: «Аббат Стаффарди», «Бывший ученик» и «Маленькие достижения».
В 1951 его вызвали в «Corriere della Sera», с которым он уже начал сотрудничество в 1937, где, помимо деятельности юмориста-карикатуриста для газеты, ему также было поручено руководство «Corriere Dei Piccoli», которое он поддерживал с 1952 по 1961. Его статьи и карикатуры также опубликованы в «Corriere d’Informazione»: иногда сюрреалистические, иногда сентиментальные и нравоучительные, что также характеризует его произведения художественной литературы. С 1950 по 1951 год Моска руководил газетой «Il Tempo di Milano». В 1958 для «Corriere» он также занимался спортивной журналистикой, сопровождая Джиро д'Италия и Тур де Франс в качестве замены заболевшего Орио Вергани.
Среди его книг также «История Италии в 200 виньетках» (1975) и «История мира в 200 виньетках» (1978).
Он долгое время был сотрудником «Corriere della Sera» (до 1974), а также театральным и кинокритиком «Corriere d’Informazione».
В 1977 он посвятил книгу «Синьора Тереза» долгой истории жизни со своей женой.

## Произведения

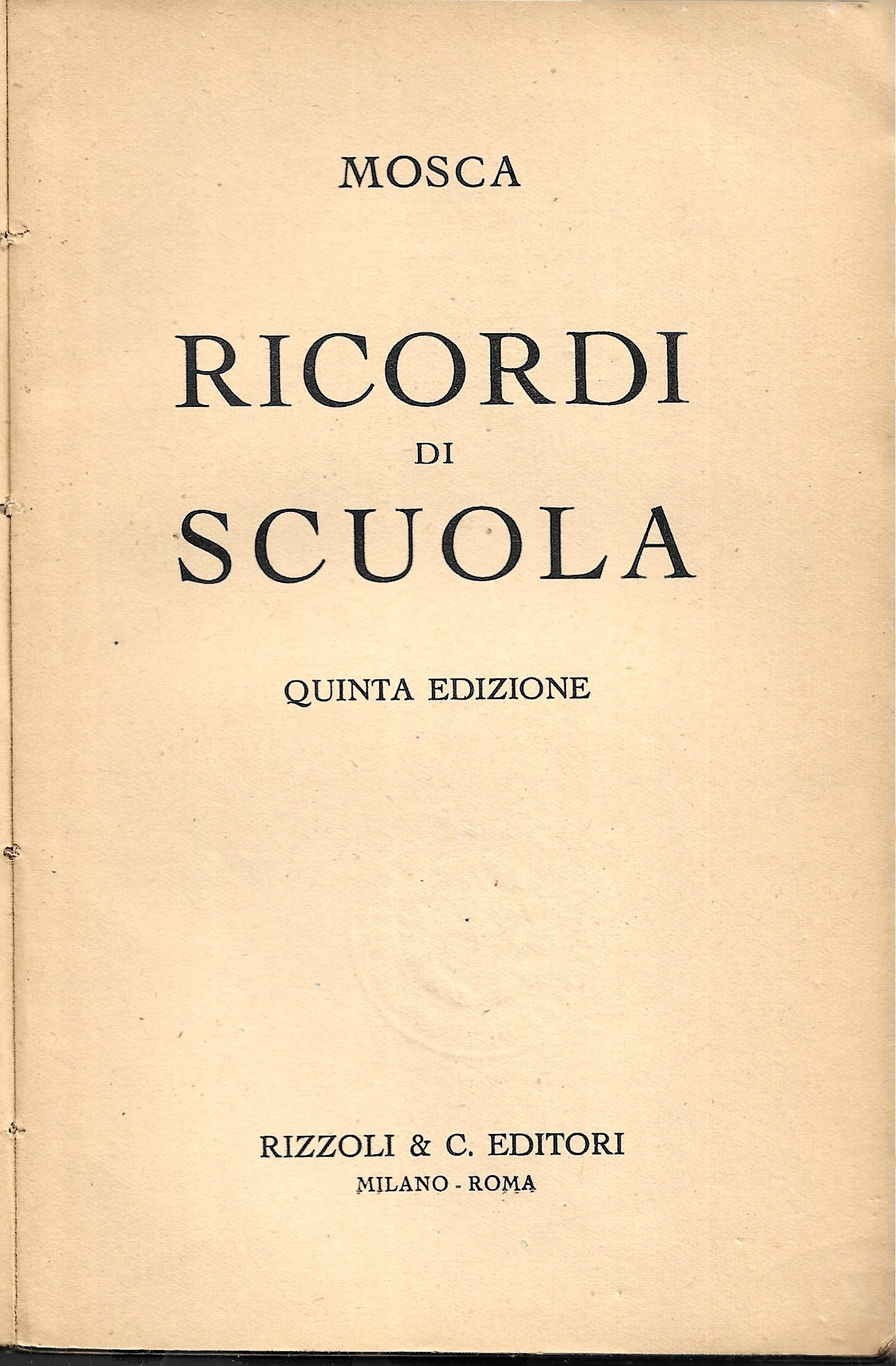
Воспоминания о школе (пятое издание 1942)

- «Маленькая сирота: между романом и сказкой» (1935)
- «Воспоминания о школе» (1939)
- «Не верь, что это смерть. Роман под аккомпанемент стихов лучших итальянских поэтов» (1941)
- «Лига честных» (1945)
- «Бледные лица» (1946)
- «Король в углу. Переговоры в Кашкайш» (1950)
- «Эти наши дети» (1951)
- «Мальчики Виллы Боргезе» (1954)
- «Джан Корди» (1955)
- «Горячие ноги и холодные ноги. Воспоминания о военной жизни» (1956)
- «Velocipede d’amore» с иллюстрациями Массимо ди Риенцо (1960)
- «Италия в 120 виньетках» (1961)
- «Дневник отца» (1968, 1969)
- «Рассказы, висящие в воздухе» (1970)
- «История Италии в 200 виньетках» (1975)
- «Кандидо в Италии» (1976)
- «Синьора Тереза» (1977)
- «История мира в 200 виньетках» (1978)
- «Новый этикет» (1980)
- «Рассказы, висящие в воздухе» (1986: выпущен посмертно)

## Радиопроза
- «Ангел и командир» в трёх актах — Джованни Моска, с Нандо Гаццоло, Джузеппе Чаабаттини, Итала Мартини, Нерина Бьянки, Рената Сальваньо, Элио Бортолотто, Элио Джотта, режиссёр Энцо Феррьери, трансляция 7 апреля 1949.

## На телевидении и в кино
Выпуск № 46 1984 года юмористического киножурнала «Ералаш» представляет собой короткую комическую транспозицию части «Воспоминания о школе». Главные роли исполняют известные советские юмористы: Евгений Моргунов (директор школы) и Геннадий Хазанов (новый учитель), музыка — Адриано Челентано.
В фильме 2013 года Этторе Скола «Как странно называться Федерико» есть персонаж Джованни Моска во времена его работы в Marc’Aureli, которого играет итальянский актёр Фабио Моричи.